# Igreja Bethel Assembly of God
A Igreja Assembleia de Deus Betel é uma megaigreja localizada na cidade de Bangalore, Karnataka, Índia . É uma das maiores igrejas da Índia. De acordo com a igreja, mais de 25.000 membros comparecem aos cultos todas as semanas e tem mais de 100 estações afiliadas sob sua cobertura. A Igreja Assembleia de Deus Betel foi fundada em 1960. MA Varughese foi nomeado em 1983 como pastor responsável e atualmente serve como pastor sênior da igreja.

## Serviços linguísticos
Os serviços são realizados nos seguintes idiomas: 
1. malaiala
2. Inglês
3. Kannada
4. tâmil
5. hindi
6. Telugu
7. Francês

## Outros serviços
A Igreja Assembleia de Deus Bethel lançou um culto drive-in onde a congregação pode assistir ao culto de carros para manter o distanciamento físico durante a pandemia do COVID-19.

## Iniciativa Verde
A Igreja da Assembleia de Deus de Betel prometeu plantar 1.000 mudas de árvores na cidade de Bangalore por ocasião do Aniversário de seu pastor sênior Rev. Dr. MA Varughese.